# Schulthess Gartenpreis
Der Schulthess Gartenpreis wird seit 1998 vom Schweizer Heimatschutz für herausragende Leistungen auf dem Gebiet der Gartenkultur verliehen.
Ausgezeichnet werden die Erhaltung und Pflege historisch wertvoller Gärten und Parkanlagen sowie die Realisierung besonders qualitätsvoller, zeitgenössischer Grünanlagen. Preisträger sind Gemeinden, Institutionen oder Privatpersonen, die in der Schweiz oder die Schweiz betreffende Leistung erbracht haben. Der Preis war bis 2002 mit 50'000 CHF und seitdem mit 25'000 CHF dotiert. Stifter sind Dr. Georg und Marianne von Schulthess. Über den Preisträger entscheiden die Mitglieder der Kommission Schulthess Gartenpreis, bestehend aus Maurus Schifferli, Claudia Moll, Sophie Agata Ambroise, Isabel Schmid, Marco Rampini, Martin von Schulthess, Michael Steiner und dem Präsidenten des Schweizer Heimatschutzes Martin Killias.

## Preisträger
- 2025: Stadt Basel für die Weiterentwicklung des Kannenfeldparks
- 2024: Stadt Bern für die Sanierung der Englischen Anlagen
- 2023: Arbeitsgruppe Gartendenkmalpflege von ICOMOS Suisse für die Erfassung von 30'000 Frei- und Grünräumen
- 2022: Associazione dei Castanicoltori della Svizzera italiana für Erhalt und Pflege der Kastanienhaine
- 2021: ProSpecieRara für Erhalt der Sorten- und Artenvielfalt[1]
- 2020: Stadt und Kanton Zürich für Pflege und Weiterentwicklung der Fluss- und Seeufer
- 2019: Gemeinde Meyrin für Jardin botanique alpin[2]
- 2018: Freilichtmuseum Ballenberg für Gärten am Ballenberg[3]
- 2017: Gemeinde Frauenfeld mit Staufer & Hasler, Conzett Bronzini Gartmann und Martin Klauser für Murg-Auen-Park
- 2016: Gemeinden Schönenwerd, Gretzenbach und Niedergösgen für Bally-Park
- 2015: Stadt Lausanne für Plantages
- 2014: Stadt Uster für Umwandlung des Aabach vom Industriekanal in Parklandschaft[4]
- 2013: Raymond Vogel Landschaften für Erlenmattpark, Basel[5]
- 2012: Groupement Superpositions (Georges Descombes, Léman-Eau und Biotec) für Revitalisierung der Aire-Flusslandschaft[6][7]
- 2011: Rotzler Krebs Partner für Brühlgutpark Winterthur
- 2010: Vogt Landschaftsarchitekten für Blumenberge, St. Gallen und Kleiner Platz beim SIA-Hochhaus, Zürich[8]
- 2009: Count und die Countess de Salis, Bondo und Eigentümer des Hotel Palazzo Salis, Soglio
- 2008: Zentrum Urbaner Gartenbau der Zürcher Hochschule für Angewandte Wissenschaften, Wädenswil für Leistung auf dem Gebiet der angewandten Forschung
- 2007: Alpengarten Flore Alpe, Champex
- 2006: Stiftung Ermitage Arlesheim und Schloss Birseck[9]
- 2005: nicht vergeben
- 2004: Fred Eicher
- 2003: Rosenfreunde Winterthur und Umgebung mit Elisabeth Oberle für Rosengarten in der Kartause Ittingen und Richard Huber, Dottikon[10]
- 2002: Martine und Sigmund von Wattenwyl für  Umgebung Neues Schloss Oberdiessbach und Verena Baerlocher für Umgebung Löwenhof Rheineck[11]
- 2001: Sir Peter Smithers (Hauptpreis), Hansuli Friedrich, Otto Eisenhut, Hans R. Horn, Heinrich Oberli und Jakob Eschmann sen. für Pflanzensammlungen[12]
- 2000: Association Jardin urbain (AJU) für Lausanne Jardins 2000[13]
- 1999: Hans Rudolf und Verena Tobler, Claus und Barbara Scalabrin, Arthur und Gertrud Bölsterli, Jean-Jacques und Dora Voirol, Hanspeter und Alice Sager[14]
- 1998: Archiv für die Schweizer Gartenarchitektur und Landschaftsplanung Rapperswil, Peter Paul Stöckli (Präsident)[15]